# Serie 0100 de CP
La Serie 0100 identifica un tipo de automotor de tracción a gasóleo, que estuvo al servicio de la compañía de Caminhos de Ferro Portugueses y de su sucesora, Comboios de Portugal; las unidades de esta serie también eran conocidas como joaninhas , en referencia a la forma semicircular de los extremos y a su último esquema de colores (rojo y blanco); o como Nohabs o Nonos, en referencia a su fabricante.

## Historia
Estos automotores vinieron, junto con otras series de automotores y locomotoras, a Portugal en el ámbito del Plan de Reequipamiento, un proyecto del gobierno portugués para utilizar parte del apoyo económico prestado a Portugal por el Plan Marshall en la adquisición de material circulante, con el fin de sustituir parte de la flota de locomotoras a vapor de la compañía de Caminhos de Ferro Portugueses; esta operadora se encontraba, a estas alturas, con dificultades para mantener sus servicios, debido a la escasez de carbón producido después del final de la Segunda Guerra Mundial.
En 1995, estos automotores podían ser encontrados efectuando, entre otras conexiones, los servicios Regionales en el Ramal de Cáceres; siendo en ese momento, los automotores de tracción térmica más antiguos proporcionando servicios públicos regulares en Europa Occidental.
En 1998, el automotor número 0101 fue presentado, con su esquema de colores original, en tonos verde y crema, en la exposición de material ferroviario 50 Años del Diesel, organizada por el Museo Nacional Ferroviario, junto a la Estación Ferroviaria de Entroncamento.
Desde 2015 hay unidades en Argentina provenientes de Portugal que prestan servicios en el Ferrocarril Roca desde la Ciudad de Buenos Aires a las localidades de Saladillo y 25 de Mayo en la Provincia de Buenos Aires, además de ser el material rodante del Tren Universitario de La Plata.

## Características

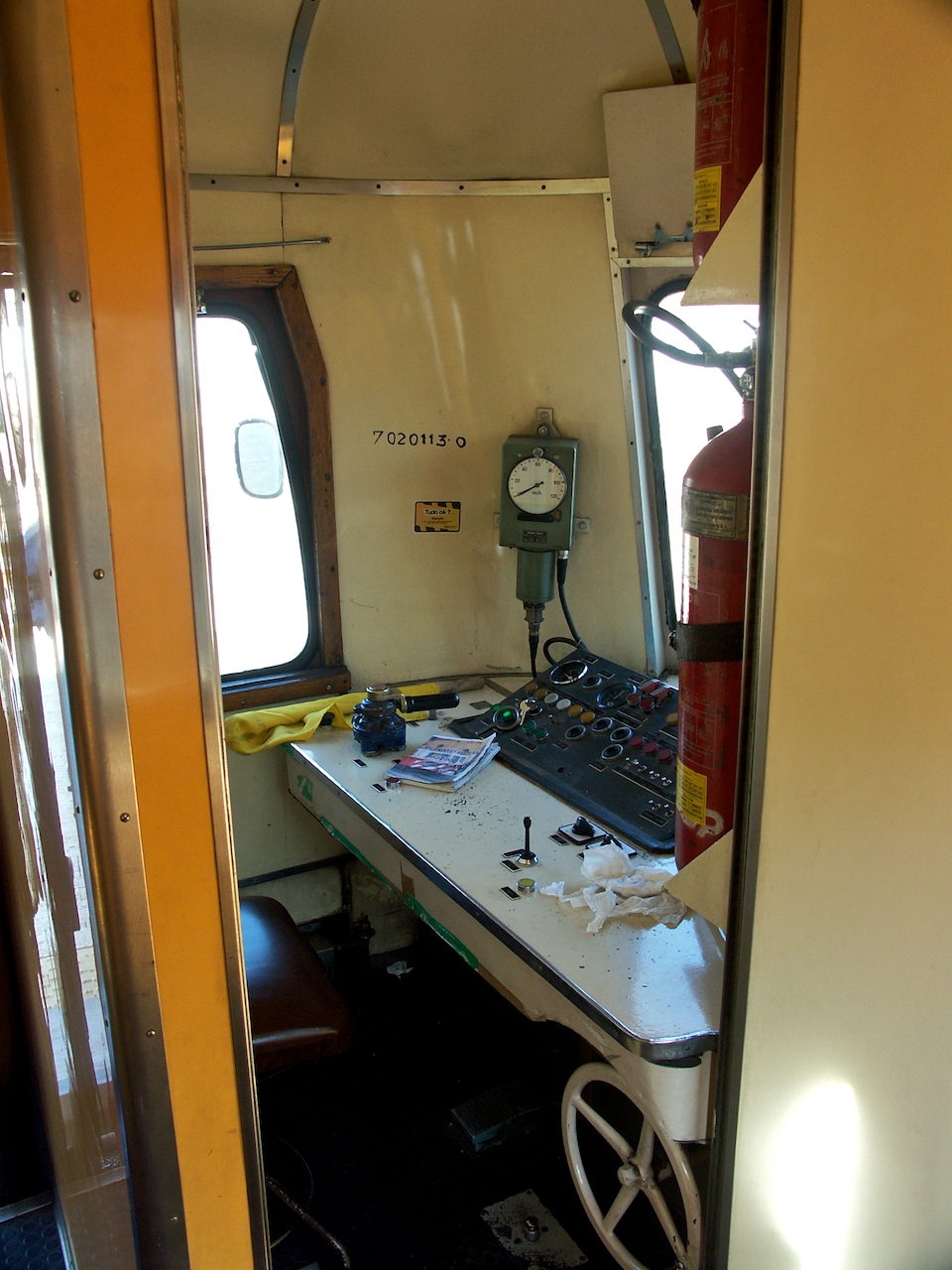
Cabina de conducción de la unidad número 0113.

En 1995, se encontraban adscritas en las oficinas de Barreiro; no obstante sus reducidas dimensiones, tenían una zona dedicada a los equipajes, y dos salones para pasajeros, para primera y segunda clase. Una de sus desventajas era el reducido aislamiento sonoro, lo que provocaba mucho ruido en su interior.

## Ficha técnica
- Tipo de tracción: Diésel-Hidráulica[3]
- Constructores:
  - Partes mecánicas: Nydqvist & Holm AB (NOHAB)[3]
  - Motor Diesel: Saab-Scania[3]
  - Transmisión: Voith
- Año de Entrada en Servicio: 1948[2]
- Nº de Unidades Construidas: 15[3]
- Velocidad Máxima: 100 km/h[3]
- Largo (entre topes): 40,020 m
- Potencia: 159 cv
- Ancho de Via: 1668 mm
- Disposición de los ejes: 1A-A1[1]
- Potencia nominal (ruedas): 185 kW / 252 Cv[3]
- Diámetro de las ruedas: 700 mm
- Número de cabinas: 2
- Freno automático: Aire comprimido
- Pesos:
  - Pesos parciales (Toneladas)(en vacío):
    - Motor diésel: 0,865
    - Transmisión hidráulica: 0,455
    - Bogies completos (motor): 3,53

  - Pesos parciales (Toneladas)(aprovisionamientos):
    - Combustible: 0,425
    - Aceite del combustible: 2 x 0,019
    - Agua de refrigeración: 0,200
    - Arena: 0,300
    - Personal y herramientas: 0,200
    - Agua para WC: 2 x 0,100
    - Total: 1,363
- Capacidad:
  - Primera clase: 24[3]
  - Segunda clase: 46[3]